# Basen Labradorski

Baseny oceaniczne Atlantyku

Basen Labradorski – część Oceanu Atlantyckiego, basen oceaniczny położony w jego północno-zachodniej części, ograniczony Grzbietem Północnoatlantyckim, Grzbietem Reykjanes, wybrzeżem Kanady i Grenlandii. Maksymalna głębokość 4316 m.